# Херман, Зденек
Зденек Херман (чеш. Zdeněk Herman; 24 марта 1934, Либушин — 25 февраля 2021, Прага) — чешский физикохимик. Известен работами по масс-спектрометрии и динамике химических реакций, в частности разработал метод наблюдения рециркуляционных реакций в источнике ионов масс-спектрометра и метод измерения характеристик химических реакций в условиях столкновений пучков частиц, использовал эти подходы для исследования особенностей реакций между разнообразными конкретными ионами и молекулами. Принимал активное участие в реформировании чешской науки после Бархатной революции, занимал ряд административных должностей. Известен в Чехии также как художник и скульптор. Лауреат ряда национальных и международных наград за научные достижения.

## Биография
Херман родился в городе Либушин недалеко от Праги, учился в гимназии города Кладно. Поступив в 1952 году в Карлов университет, он изучал физическую химию, посещал лекции известных учёных Рудольфа Брдички и нобелевского лауреата Ярослава Гейровского. В 1957 году Херман защитил дипломную работу по радиохимии, выполненную под руководством Франтишека Бегоунека, научно-популярными и приключенческими книгами которого зачитывался в детстве. После окончания университета молодой учёный поступил на работу в Институт физической химии Чехословацкой академии наук, с которым была связана вся его дальнейшая карьера. Здесь под руководством Владимира Чермака (чеш. Vladimír Čermák) он занялся масс-спектрометрией и в 1963 году защитил кандидатскую диссертацию, посвящённую реакциям в источнике ионов масс-спектрометра. 
В 1964 году Херман получил возможность поработать в США и целый год провёл в Йельском университете, где присоединился к группе профессора Рихарда Вольфганга (нем. Richard L. Wolfgang). Впоследствии он ещё несколько раз возвращался за океан, в том числе весной 1968 года начал работать в Колорадском университете в Боулдере. Здесь его застали события «Пражской весны» и последующего ввода советских войск в Чехословакию. Хотя он находился в Америке с семьёй и получил от нескольких университетов предложение остаться, в следующем году Херман вернулся в Прагу. Имея статус неблагонадёжного, учёный на некоторое время потерял возможность выезжать за рубеж, ему было запрещено преподавать и иметь единовременно более одного аспиранта, чтобы не оказывать на молодёжь «нежелательное влияние». Тем не менее, в 1975 году ему разрешили совершать один зарубежный визит в год, в 1980 году он поработал приглашённым профессором в Объединённом институте лабораторной астрофизики в США, а во второй половине 1980-х годов принял участие в работе комитета по атомным и молекулярным данным Международного агентства по атомной энергии и разработке советской межпланетной миссии «Фобос-1». Вспоминая времена после пражской весны, учёный отмечал, что «неблагоприятная ситуация странным образом имела свою положительную сторону. Мы практиковали „низкобюджетные исследования“, потому что у нас не было выбора». В 1984 году он получил степень доктора наук и возглавил в институте отдел химической физики, которым руководил до 2005 года.
После «бархатной революции» Херман принял участие в реформировании чешской науки, занимал ряд административных должностей — заместителя директора Института физической химии (1989—1991), председателя коллегии, присуждающей учёные степени по химии, заместителя председателя первого в стане агентства, присуждающего научные гранты. В 1992 году он прошёл хабилитацию, а в 1996 году стал профессором Высшей школы химической технологии. Учёный активно участвовал в организации традиционной Европейской конференции по динамике молекулярных систем (англ. European Conference on the Dynamics of Molecular Systems), его имя носит премия для молодых учёных, вручаемая во время конференции. В 1997—1999 годах он возглавлял учёный совет института, в 1997—2001 годах входил в учёный совет Академии наук Чехии, был членом редакционных коллегий журналов International Journal of Mass Spectrometry and Ion Processes (1982—1997), Chemical Physics (1983—1995), Chemical Physics Letters (1983—1997), Rapid Communications in Mass Spectrometry (1987—1994), Molecular Physics (1990—1993), Accounts of Chemical Research (1991—1994), Chemical Society Reviews (1996—2002).
С 1960 года учёный был женат на Божене Урбанцовой (чеш. Bozena Urbancová), у них было две дочери — Яна (род. 1963) и Ева (род. 1967).

## Научная деятельность
Научные работы Хермана посвящены в основном физике и химии ионов, в особенности исследованию динамики реакций ионов с молекулами с применением масс-спектрометрии. В начале 1960-х годов вместе с Владимиром Чермаком он разработал метод наблюдения так называемых рециркуляционных реакций в источнике ионов масс-спектрометра: при высоком давлении в источнике ионов быстрые электроны попадают из ионизационной камеры в ионную ловушку; ионы, получившиеся в результате воздействия электронов, попадают обратно в ионизационную камеру, где принимают участие в реакциях с переносом заряда; получившиеся в итоге тепловые ионы регистрируются масс-спектрометром. Этот подход, названный Херманом «установкой перпендикулярных пучков для бедных», обладал частью возможностей метода пересекающихся молекулярных пучков, который позже был разработан нобелевским лауреатом Дадли Хершбахом. Метод Хермана и Чермака был одним из первых способов приблизиться к ответу на вопрос, возникают ли продукты химических реакций непосредственно при взаимодействии исходных веществ или требуют образования какого-то долгоживущего комплекса. С его помощью в 1961 году они продемонстрировали, что при переносе заряда между ионами благородных газов и многоатомными молекулами последние получают определённое количество энергии, и исследовали особенности разрушения молекул в этом процессе. Чуть позже Херман применил эту методику к смесям газов с пара́ми металлов и исследовал реакцию получения ртуть-содержащих органометаллических ионов. Она также позволила изучить ассоциативную ионизацию и ионизацию Пеннинга многоатомных молекул.
С середины 1960-х годов Херман исследовал реакции ионов с молекулами в условиях столкновений пучков частиц, для этого им совместно с Рихардом Вольфгангом была создана специальная установка EVA (англ. Electron-Volt Apparatus), позволявшая измерять угловые и трансляционные распределения энергий продуктов реакций. В Праге он собрал улучшенную версию установки, получившую название EVA II, а также наладил успешное сотрудничество с группой немецкого химика-теоретика Лутца Цюлике, что позволило объяснить ряд особенностей реакций между ионами и молекулами. С начала 1980-х годов Херман с сотрудниками исследовал процессы переноса заряда с участием дважды заряженных ионов и построил модель углового рассеяния при столкновениях дикатионов с нейтральными молекулами. С конца 1990-х годов его группа активно изучала динамику взаимодействия ионов с поверхностью разных веществ, получив новую информацию о распределении энергии продуктов взаимодействия с поверхностью, процессах разрушения ионов и их химических реакциях на поверхности.

## Увлечения
Херман был также известен как художник и скульптор. В свободное время занимался живописью, создавал скульптуры. Автор ряда портретов учёных и коллег. Он создал копию барочной статуи св. Исидора, его работы выставлялись в Институте физической химии имени Я. Гейровского в Академии наук Чехии, в муниципальном управлении в Павликове (чеш. Pavlikov), в Раковнике (Рабасова галерея, чеш. Rabasova galerie Rakovník) в 2012 году. В Раковнике и Павликове установлены копии барочной статуи св. Исидора и св. Войтеха в парке, а также бюсты учёных в нескольких институтах Академии наук Чехии (Институт химических процессов, Институт физической химии). Его «любительские» работы выполнены на профессиональном уровне. Он щедро делился своим искусством с друзьями и коллегами — его картины, рисунки и скульптуры украшают многие исследовательские лаборатории по всему миру. Свой талант он использовал в научной работе, создавая изящные и компактные приборы.

## Награды и отличия
Основные награды:
- Премии Чехословацкой академии наук (1972, 1975, 1977, 1982)
- Совместная премия Академий наук Чехословакии и ГДР за исследование динамики реакций (1980)
- Специальная премия Чехословацкой академии наук (1987)
- Медаль Маркуса Марци Спектроскопического общества Чехии (чеш. Marcus Marci Medal, 1989)
- Премия Гумбольдта (1992)
- Почётный профессор Инсбрукского университета (1993)
- Премия имени Э. Шрёдингера Симпозиума по атомной физике и физике поверхности (1994)
- Национальная премия за жизненные достижения (чеш. Česká hlava, 2003)

## Избранные публикации
- Čermák V., Herman Z. Umlaudungsreaktionen in der Ionenquelle des Massenspektrometers // Collection of Czechoslovak Chemical Communications. — 1960. — Vol. 25, № 4. — P. 1210-1213. — doi:10.1135/cccc19601210.
- Čermák V., Herman Z. Molecular Dissociation in Charge-Transfer Reactions // Nucleonics. — 1961. — Vol. 19. — P. 106-110.
- Herman Z., Čermák V. Mass spectrometric investigation of the reactions of ions and excited neutral particles in mixtures containing mercury vapour // Collection of Czechoslovak Chemical Communications. — 1963. — Vol. 28, № 4. — P. 199-807. — doi:10.1135/cccc19630799.
- Čermák V., Herman Z. The mass spectrometric detection of highly excited long-lived states of noble gas atoms // Collection of Czechoslovak Chemical Communications. — 1964. — Vol. 29, № 4. — P. 953-959. — doi:10.1135/cccc19640953.
- Herman Z., Kerstetter J., Rose T., Wolfgang R. Crossed-beam studies of ion-molecule reaction mechanisms // Discussions of the Faraday Society. — 1967. — Vol. 44. — P. 123-136. — doi:10.1039/DF9674400123.
- Herman Z., Kerstetter J., Rose T., Wolfgang R. A crossed-beam apparatus for investigation of ion-molecule reactions // Review of Scientific Instruments. — 1969. — Vol. 40, № 4. — P. 538-544. — doi:10.1063/1.1684000.
- Hierl P.M., Herman Z., Wolfgang R. Chemical accelerator studies of isotope effects on collision dynamics of ion-molecule reactions: elaboration of a model for direct reactions // Journal of Chemical Physics. — 1970. — Vol. 53, № 2. — P. 660-673. — doi:10.1063/1.1674042.
- Hierl P.M., Pacǎk V., Herman Z. Kinematics of charge transfer: Ar++H2 // Journal of Chemical Physics. — 1977. — Vol. 67, № 6. — P. 2678-2686. — doi:10.1063/1.435181.
- Herman Z., Jonathan P., Brenton A.G., Beynon J.H. Non-dissociative single-electron capture by CO2+ from rare gases // Chemical Physics Letters. — 1987. — Vol. 141, № 5. — P. 433-442. — doi:10.1016/0009-2614(87)85055-8.
- Herman Z. Dynamics of charge transfer and chemical reactions of doubly-charged ions at low collision energies // International Reviews in Physical Chemistry. — 1996. — Vol. 15, № 1. — P. 299-324. — doi:10.1080/01442359609353186.
- Herman Z. Collisions of slow polyatomic ions with surfaces: The scattering method and results // Journal of the American Society for Mass Spectrometry. — 2003. — Vol. 14, № 12. — P. 1360-1372. — doi:10.1016/j.jasms.2003.09.002.